# Yacine Akkouche
Pour les articles homonymes, voir Akkouche.
Yacine Akkouche est un footballeur algérien, né le 28 juillet 1984 à Akbou en Algérie. Il évolue au poste d'attaquant.

## Biographie
Il joue deux matchs en Ligue des champions d'Afrique avec la JS Kabylie en 2010.
Lors de la saison 2010-2011, il dispute 13 matchs en première division algérienne avec le club du MC Saïda, inscrivant trois buts.
Lors de la saison 2012-2013, il dispute 15 matchs en première division algérienne avec le club du MC El Eulma, inscrivant un but.